# Franz Appelius
Friedrich Carl Franz Appelius (* 20. Juni 1866 in Berlin; † 3. Februar 1939 in Düsseldorf) war ein deutscher Verwaltungsjurist.

## Leben
Er war der Sohn des Berliner Amtsgerichtsrats Hermann Appelius (1836–1908) und dessen Ehefrau Maria Appelius, geborene Rudolph. Sein Onkel war der Architekt und preußische Baubeamte Oskar Appelius. Nach dem Besuch des Askanischen Gymnasiums in Berlin studierte Franz Appelius an der Ruprecht-Karls-Universität Heidelberg und an der Friedrich-Wilhelms-Universität Berlin. 1889 legte er das erste juristische Staatsexamen (zum Referendar) und 1893 das zweite juristische Staatsexamen (zum Assessor) ab. Danach war er kurzzeitig bei der Staatsanwaltschaft Berlin und bei der Provinzialverwaltung der Provinz Brandenburg in Berlin tätig. 1894 wechselte er nach Düsseldorf zur Rheinischen Provinzialverwaltung. Dort wurde er 1901 zum Landesrat ernannt. 1920 wurde er Vizepräsident der Landesversicherungsanstalt der Rheinprovinz. Zum 1. Oktober 1933 wurde er in den Ruhestand versetzt. Nebenberuflich war er als Dozent an der Medizinischen Akademie Düsseldorf und der Verwaltungsakademie Düsseldorf tätig.

## Familie
Franz Appelius heiratete 1895 Martha, die Tochter des Berliner Senatspräsidenten Theodor Golz und Nichte des Generals Gustav von Golz. Aus der Ehe ging die Tochter Liselotte hervor, die den Düsseldorfer Polizei-Oberst Stolzenburg heiratete.

## Schriften
- Das Verfahren vor den auf Grund des Invaliditäts- und Altersversicherungsgesetzes errichteten Schiedsgerichten. 1898.
- Sammelbuch der Bescheinigungen über die Endzahlen aus der Aufrechnung der Quittungskarten. 1899.
- (mit Georg Kautz): Preußisches Kommunalbeamtenrecht. Berlin 1900.
- Der strafrechtliche Inhalt des 182 Abs. 1 des Invalidenversicherungsgesetzes. 1908.
- (mit Augustin Düttmann und Hans Seelmann): Kommentar zum Versicherungsgesetz fuer Angestellte vom 20. Dezember 1911. 1913.
- Vergleichende Übersichten über die Sozialversicherung nach der Reichsversicherungsordnung vom 19. Juli 1911, das Versicherungsgesetz für Angestellte vom 20. Dezember 1911 und die späteren gesetzlichen usw. Abänderungen bis zum Juli 1921. 1921.